# Hermann Meyn (Journalist)
Hermann Meyn (* 6. Oktober 1934 in Bremervörde) war Dozent für Journalistik an der Universität Hamburg, Redakteur beim Spiegel, Senatssprecher a. D. in Berlin und Vorsitzender des Deutschen Journalisten-Verbandes. 

## Leben und Werk
Nach dem Abitur 1955 auf dem Athenaeum Stade absolvierte er ein Volontariat beim Stader Tageblatt. Er studierte Politologie, Geschichte und Publizistik an der Freien Universität Berlin und promovierte über die Geschichte der Deutschen Partei. Meyn wurde Nachrichtenredakteur des RIAS, Berlin-Korrespondent des Südwestfunks, politischer Redakteur des Spiegels und Chefredakteur der Fachzeitschrift journalist des Deutschen Journalisten-Verbands (DJV). Von 1974 bis 1979 und von 1985 bis 1989 war er Mitglied des Deutschen Presserats. Von 1979 bis 1981 war Meyn Berliner Senatssprecher, anschließend war er als freier Journalist tätig. Von 1989 bis 1998 war er Bundesvorsitzender des Deutschen Journalisten-Verbands (DJV). Er ist zusammen mit Jan Tonnemacher Autor des publizistischen Standardwerks Massenmedien in Deutschland, das 2012 in der vierten Auflage erschien.

## Werke
- Die Deutsche Partei. Entwicklung und Problematik einer national-konservativen Rechtspartei nach 1945. Droste, Düsseldorf 1965 (Beiträge zur Geschichte des Parlamentarismus und der politischen Parteien, Band 29) (Dissertation FU Berlin).
- Die neuen Medien. Neue Chancen und Risiken. Colloquium-Verlag, Berlin 1984, ISBN 3-7678-0640-1.

- Hermann Meyn, Jan Tonnemacher: Massenmedien in Deutschland. 4., völlig überarbeitete Neuauflage. UVK, Konstanz 2012, ISBN 978-3-86764-213-2. (Mit Zeittafel, Einführungsliteratur und Index).